# Crocus gargaricus
Crocus gargaricus är en irisväxtart som beskrevs av Herb.. Crocus gargaricus ingår i släktet krokusar, och familjen irisväxter. Inga underarter finns listade i Catalogue of Life.